# Bahāʾ al-Dīn al-ʿĀmilī

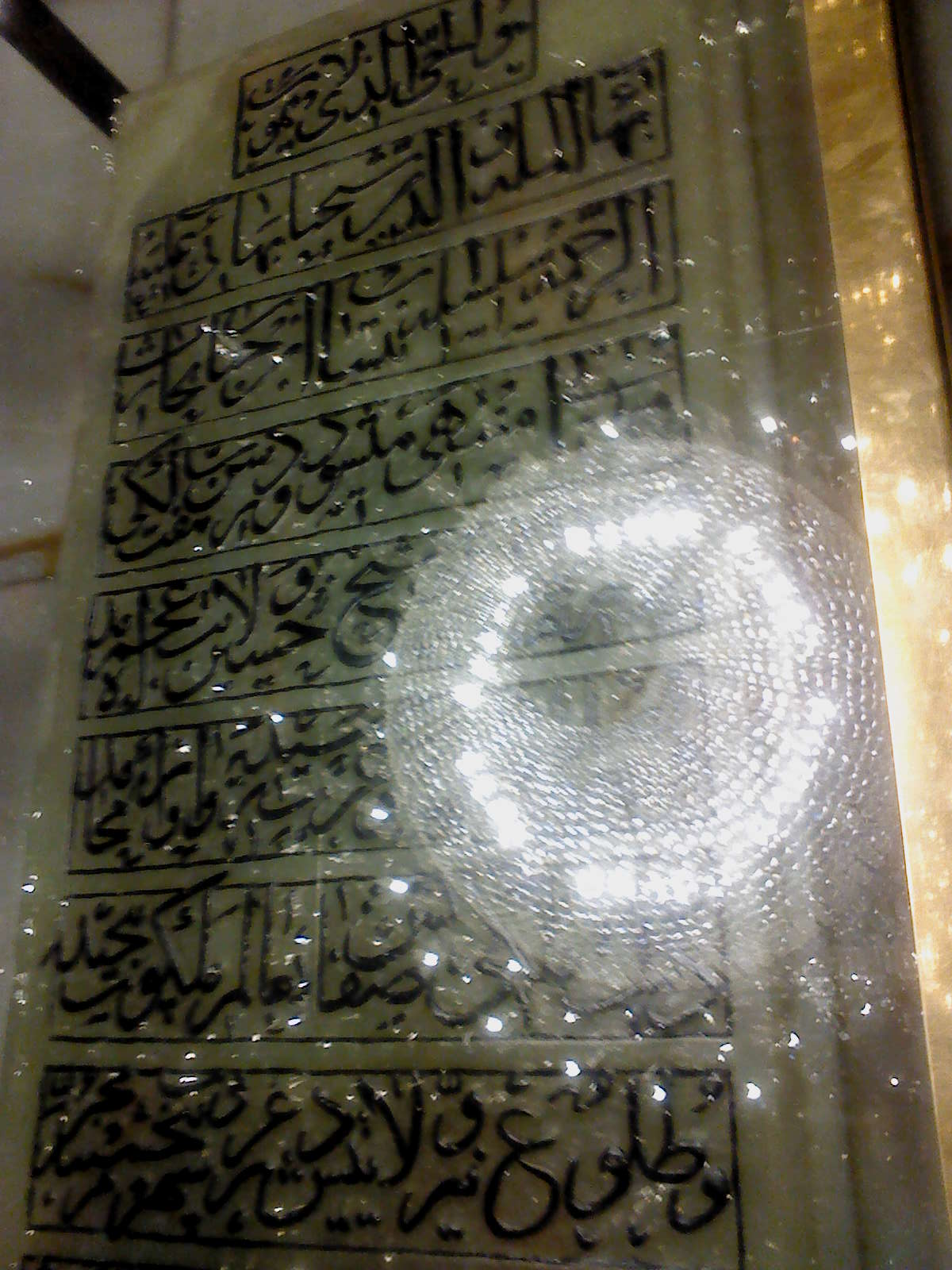
Tomba di Shaykh Bahāʾī

Bahāʾ al‐Dīn Muḥammad ibn Ḥusayn al‐ʿĀmilī noto come Sheikh Bahāʾī, (in persiano  شیخ بهایی‎) (Baalbek, 18 febbraio 1547 – Esfahan, 1º settembre 1621) è stato un filosofo, architetto, matematico, astronomo e poeta arabo vissuto nella Persia safavide.

## Biografia
Shaykh Bahāʾ al-Dīn (noto anche come Baha'uddin) Muḥammad ibn Ḥusayn al-ʿĀmilī nacque a Baalbek, nella Siria ottomana (attuale Libano), ma dopo la condanna a morte di al-Shāhid al-Thānī, nel 1558, mentore di suo padre, con la sua famiglia si trasferì nell'impero safavide, prima a Esfahan e poi a Qazvin, l'allora capitale persiana. In quel tempo, la Persia era governata da Scià Tahmasp I,  il quale nominò suo padre  Sheikh ul-Islam, con autorità su diverse città safavidi, allo scopo di propagare tra la popolazione lo sciismo duodecimano.
Shaykh Bahāʾ al-Dīn completò i suoi studi a Esfahan e decise di fare un viaggio a La Mecca, nel 1570, visitando diversi paesi islamici come Iraq, Siria ed Egitto, e dopo avervi trascorso quattro anni, fece ritorno in Persia.
Shaykh Bahāʾ al-Dīn morì nel 1621 ad Esfahan ma venne sepolto a Mashhad secondo le sue volontà.

### Esatte date di nascita e morte
Le date esatte della sua nascita e morte sono diverse sulla sua pietra tombale e sulla ceramica delle pareti della stanza in cui è sepolto.
Data di nascita:
- Sulla ceramica delle pareti: 27 febbraio 1547
- Sulla pietra tombale: marzo 1546

Data di morte:
- Sulla ceramica delle pareti: 30 agosto 1621
- Sulla pietra tombale: agosto 1622

Le date sulle pareti contengono giorno, mese e anno, mentre quelle sulla tomba soltanto mese e anno. Le ceramiche delle pareti vennero realizzate nel 1945. Sembra che in quel momento sia stata effettuata una ricerca sulle date esatte e, quindi, venne aggiunte le informazioni sul giorno.

### Pseudonimo come scrittore
Secondo lo studioso ‘Abdu’l-Hamíd Ishráq-Khávari, Shaykh Bahāʾ al-Dīn adottò lo pseudonimo di takhallus di 'Bahāʾ' dopo essere stato ispirato dalle parole del quinto Imam Muhammad al-Baqir e del sesto imam Ja'far al-Sadiq, i quali affermarono che il nome di Allah nel Corano era compreso sia nel Du'ay-i-Sahar che nel Du'ay-i-Umm-i-Davud. Nel primo versetto del Du'ay-i-Sahar, la preghiera dell'alba del Ramadan, il nome "Bahá" appare quattro volte: "Allahumma inni as 'aluka min Bahá' ika bi Abháh va kulla Bahá' ika Bahí".

## Astronomo e matematico
Il suo interesse per le scienze si evidenzia anche da alcuni dei suoi lavori e trattati, anche se molti dei suoi trattati astronomici devono ancora essere studiati. Probabilmente scrisse 17 trattati e libri di astronomia e/o di argomenti correlati. Di seguito sono riportati alcuni suoi lavori di astronomia:
- Risāla dar ḥall‐i ishkāl‐i ʿuṭārid wa qamar (Trattato sulla Luna e Mercurio), nel tentativo di risolvere le incoerenze del sistema tolemaico nel contesto dell'astronomia islamica.
- Tashrīḥ al‐aflāk (Anatomia delle sfere celesti), un compendio di astronomia teorica in cui afferma la visione che supporta la rotazione posizionale della Terra. Fu uno degli astronomi musulmani a sostenere la fattibilità della rotazione terrestre nel XVI secolo, indipendentemente dalle influenze occidentali.[1]
- Kholāṣat al-ḥesāb (Summa di aritmetica) tradotto in tedesco da G. H. F. Nesselmann e pubblicato agli inizi del 1843.[5]

## Architettura
La fama di Shaykh Baha' al-Din era dovuta alla sua eccellente padronanza della matematica, dell'architettura e della geometria. Gli sono stati attribuiti diversi disegni architettonici e ingegneristici, nessuno dei quali può essere convalidato da fonti.
Gli è anche attribuita la progettazione architettonica della città di Esfahan durante l'era safavide. Fu l'architetto della piazza Naqsh-e jahàn, della Moschea dello Scià e di Hessar Najaf. Realizzò anche un orologio solare ad ovest della Moschea dello Scià. Non ci sono dubbi sulla sua padronanza della topografia. Il miglior esempio di ciò è il convogliamento dell'acqua del fiume Zaiandè verso diverse aree di Eṣfahān. Progettò un canale, chiamato Zarrin Kamar, a Esfahan, uno dei più grandi canali dell'Iran. Determinò anche la direzione della Kaʿba (direzione della preghiera) dalla piazza Naqsh-e Jahān.
Progettò e costruì una fornace per un bagno pubblico, che esiste ancora a Eṣfahān, noto come "il bagno dello Shaykh Bahaei". Si dice che la fornace fosse riscaldata da una sola candela, posta in un recinto e che bruciava a lungo, riscaldando l'acqua del bagno. Si dice anche che secondo le sue stesse istruzioni, il fuoco della candela si sarebbe spento se il recinto fosse stato aperto. Si ritiene che ciò sia avvenuto durante il restauro e la riparazione dell'edificio e che non sia stato possibile far funzionare nuovamente il sistema. In effetti, lo Shaykh Bahaei usò i gas infiammabili prodotti naturalmente in un pozzo nero vicino per riscaldare l'acqua del bagno. Nel 1969-70 è stato scavato il sistema di riscaldamento del bagno e sono state scoperte alcune serie di tubazioni sotterranee in argilla essiccata al sole. Anche se ci sono molte teorie sul funzionamento di questo sistema di riscaldamento, recentemente si è concluso che egli era a conoscenza del biogas e che la rete doveva guidare i pozzi dei servizi igienici comuni alle case e alle moschee persiane.
Si dice che abbia anche progettato il Manar Jonban (minareto oscillante), che esiste ancora a Esfahan, ma questo edificio fu costruito nel XIV secolo durante il periodo ilkhanide sulla tomba di Amū ʿAbdollāh, un pio shaykh che morì in quel secolo.
Il Supremo consiglio della rivoluzione culturale in Iran ha designato il 23 aprile giornata dell'architettura nazionale, anniversario della nascita di Shaykh Bahaei.

## Giurisprudenza islamica
Nelle tradizioni duodecimane, Shaykh Bahai è considerato come studioso preminente del suo tempo e del mujaddid del XVII secolo. La sua erudizione gli fece guadagnare l'ammirazione di Shah Abbas, e venne nominato Sheikh ul-Islam di Esfahan dopo la morte del suo predecessore. Compose opere su tafsir, Ḥadīth, grammatica e fiqh (giurisprudenza).

## Misticismo
Shaykh Baha' al-Din fu anche un ammiratore del misticismo. Aveva una spiccata inclinazione verso il sufismo per la quale fu criticato da Mohammad Baqer Majlesi. Durante i suoi viaggi vestiva come un derviscio e frequentava circoli sufi. Appare anche nella catena degli ordini Sufi di Nurbakhshi e Ni'matullahiyya. Nell'opera "Resāla fi’l-waḥda al-wojūdīya" (Esposizione del concetto di Wahdat al-Wujud (unità delle esistenze), afferma che i sufi sono i veri credenti, chiede una valutazione imparziale delle loro espressioni, e si riferisce alle sue esperienze mistiche. La sua poesia persiana è anche piena di allusioni e simboli mistici. Allo stesso tempo, Shaykh Baha 'al-Din chiede il rigoroso rispetto della Shari'a come prerequisito per imbarcarsi nel Tariqah e non aveva una visione elevata del misticismo antinomico.

## Opere

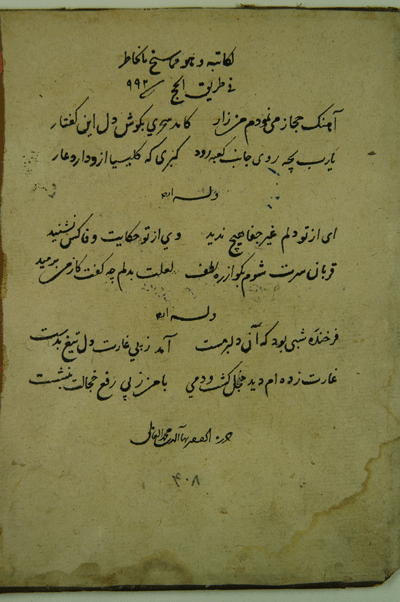
Un manoscritto di Shaykh Bahai

Shaykh Baha 'al-Din ha contribuito a numerose opere di filosofia, logica, astronomia e matematica. Le sue opere comprendono oltre 100 tra articoli, epistole e libri. Compose anche poesie in persiano. Le sue opere eccezionali in lingua persiana sono Jāmi'-i Abbāsī e due masnavi (distici in rima) con i nomi di Shīr u Shakar ("latte e zucchero") e Nān u Halwā ("pane e halva").
Altre sue importanti opere sono Kashkūl, comprendente storie, notizie, informazioni scientifiche e proverbi in persiano e arabo.
Scrisse anche Khulāṣat al‐ḥisāb (in arabo خلاصة الحساب, letteralmente "nozioni di aritmetica essenziale"), un testo in arabo che divenne popolare in tutto il mondo islamico, dall'Egitto all'India, fino al XIX secolo. È stato tradotto in tedesco a Berlino da G. H. F. Nesselmann e pubblicato nel 1843. Una edizione in francese apparve nel tardo 1854.

### Altre opere
- Kashkūl (in persiano) (کشکول‎)
- Tūtī-Nāmah (in persiano) (طوطی نامه‎)
- Nān u Panīr (in persiano) (نان و پنیر‎)
- Shīr u Shakar (in persiano) (شیر و شکر‎)
- Nān u Halwā (in persiano) (نان و حلوا‎)
- Jāmi'-i Abbāsī (in persiano) ( جامع عباسی‎)
- Tashrīḥ Al-Aflāk (in arabo) (تشريح الأفلاك‎)
- Al-fawayid as-Samadiah (in arabo)
- Mashriq al-Shamsayn wa Iksīr al-Sa'adatayn (in arabo) (مشرق الشمسين وإكسير السعادتين‎)
- Al-Athnā' Ash'ariyyah (in arabo) (الأثناء عشرية‎)
- Zubdat al-Usūl (in arabo) (زبدة الأصول‎)